# Christian Müller (Fußballspieler, 1938)
Christian Müller (* 29. August 1938 in Hüchelhoven-Fliesteden) ist ein ehemaliger deutscher Fußballspieler. Er wurde 1962 und 1964 mit dem 1. FC Köln deutscher Fußballmeister.

## Laufbahn

### 1. FC Köln, bis 1966
Müller kam 1958 zusammen mit seinem Vetter Christian Breuer vom SC Fliesteden zum 1. FC Köln und wurde dort zu einem der torgefährlichsten Stürmer der 1960er Jahre. Er hatte eine dreijährige kaufmännische Lehre in Köln durchlaufen und in den Jugendauswahlmannschaften des Mittelrhein auf sich aufmerksam gemacht. Ab der Runde 1959/60 gehörte er zur Stammbesetzung des 1. FC Köln in der Fußball-Oberliga West. Am ersten Spieltag debütierte er am 23. August 1959 in der Oberliga bei einer 2:3-Niederlage des FC beim Duisburger SpV. Nach dem siebten Spieltag am 11. Oktober 1959, als der neue Mittelstürmer der „Geißböcke“ beim 5:1-Auswärtserfolg bei Schalke 04 zwei Tore erzielt hatte, standen für ihn bereits neun Treffer zu Buche. Zusammen mit Jürgen Schütz von Borussia Dortmund führte er im Westen die Torschützenliste an. Am Saisonende hatte er in 28 Ligaspielen 28 Treffer erzielt. Mit seinen Mannschaftskameraden feierte er die Westmeisterschaft und zog mit ihnen in der Endrunde um die deutsche Meisterschaft 1960 schließlich ins Endspiel ein. Gegen die Gruppengegner Werder Bremen, Tasmania 1900 Berlin und FK Pirmasens hatte er weitere sechs Treffer erzielt. Das Endspiel am 25. Juni 1960 in Frankfurt am Main gegen den Hamburger SV wurde mit 2:3 Toren verloren. In der 86. Spielminute hatte Christian Müller die zwischenzeitliche 2:1-Führung des HSV ausgeglichen. Neben Helmut Rahn (11) und Hans Schäfer (16) hatte er für die Tore der Kölner in seiner Debütsaison in der Fußball-Oberliga gesorgt. Der schnelle, schusskräftige und kopfballstarke Angreifer – er rochierte auch auf die Flügel – gewann mit dem 1. FC Köln von 1960 bis 1963 viermal in Folge die Meisterschaft der Oberliga West. In 112 Ligaspielen erzielte er für die Mannschaft von Präsident Franz Kremer 82 Tore.
Als er mit seinen Mannschaftskameraden in der Saison 1961/62 mit dem Rekordergebnis von 89:40 Toren erneut die Meisterschaft im Westen verteidigt hatte, zog er in der wegen der Fußballweltmeisterschaft in Chile verkürzten Endrunde mit drei Siegen gegen Eintracht Frankfurt, Hamburger SV und den FK Pirmasens erneut ins Endspiel um die deutsche Meisterschaft ein. Gegner am 12. Mai 1962 vor 82.000 Zuschauern in Berlin war der Titelverteidiger 1. FC Nürnberg. Die Kölner Offensive mit Thielen, Ernst-Günter Habig, Christian Müller, Schäfer und Breuer war den Franken deutlich überlegen und holte mit einem 4:0-Erfolg die erste deutsche Meisterschaft nach Köln. Im letzten Spieljahr der alten Oberligen, 1962/63, verlor Müller mit dem FC das Endspiel um die deutsche Meisterschaft am 29. Juni 1963 in Stuttgart gegen den West-Vize Borussia Dortmund mit 1:3 Toren. In der Ligarunde hatte Köln mit Mittelstürmer Müller beide Begegnungen gegen die Westfalen mit 3:2 und 2:1 für sich entschieden, und der Torjäger hatte auch in den Gruppenspielen der Endrunde mit neun Treffern seine Torjägerqualitäten unter Beweis gestellt. Wegen plötzlich auftretender Leistenbeschwerden konnte er aber im Endspiel nicht auflaufen. Sein Fehlen konnte die favorisierte Mannschaft von Trainer Zlatko Čajkovski nicht kompensieren.
Als in der Saison 1963/64 die Fußball-Bundesliga ihren Anfang nahm, gehörte Müller am 24. August 1963 als Mittelstürmer des 1. FC Köln beim 2:0 Startsieg beim 1. FC Saarbrücken den Protagonisten des ersten Spieltags der Liga an. In der 43. Minute erzielte er für die Mannschaft von Trainer Georg Knöpfle den 2:0-Endstand. Köln gewann mit sechs Punkten Vorsprung die erste Meisterschaft in der Bundesliga. Müller erzielte in 22 Spielen 15 Tore. Weitere herausragende Schützen der Meisterelf waren Karl-Heinz Thielen (16), Hansi Sturm (13) und Spielführer Hans Schäfer mit 12 Treffern. Der Mann aus Fliesteden baute 1964/65 seine Trefferquote in der Bundesliga auf 19 Tore aus, Köln konnte den Titel aber nicht verteidigen. Hinter Werder Bremen landete der FC mit drei Punkten Rückstand auf Platz 2. Im dritten Jahr Bundesliga 1965/66, erstmals ohne die langjährige Spielerpersönlichkeit Hans Schäfer, rutschte Köln auf den fünften Tabellenplatz ab. Müller erzielte in 23 Spielen weitere 12 Tore und war damit hinter Hannes Löhr (18) zweitbester Schütze der Kölner. Nach einer internen Auseinandersetzung mit dem Präsidium und einer daraus resultierenden mehrwöchigen Sperre in der Vorrunde nahm der verärgerte Torjäger das Angebot des Karlsruher SC an und wechselte zur Runde 1966/67 von Köln nach Baden. Von 1963 bis 1966 hatte er für Köln in der Bundesliga in 69 Spielen 46 Tore erzielt. International hatte Christian Müller in der Runde 1960/61 im Messecup in der Stadtauswahl Köln gegen Olympique Lyon und AS Rom eröffnet. Im Wettbewerb der Meister 1962/63 erzielte er beim 4:0-Heimerfolg am 26. September 1962 gegen den FC Dundee zwei Tore, schied aber mit Köln aus, da sie im Hinspiel überraschend hoch mit 1:8 in Dundee verloren hatten. Im Messecup 1963/64 steuerte er im Viertelfinale zum 4:0-Heimsieg gegen AS Rom drei Treffer bei. Dramatischer Höhepunkt waren 1964/65 die Begegnungen im Landesmeistercup gegen den FC Liverpool. Müller gehörte auch der Kölner Elf an, die am 24. März 1965 in Rotterdam im Entscheidungsspiel gegen den englischen Meister nach dem dritten Remis (2:2) durch den „Münzwurf von Rotterdam“ aus dem Wettbewerb eliminiert wurde. Insgesamt werden für Müller von 1960/61 bis 1965/66 in den europäischen Wettbewerben 26 Spiele mit 13 Toren aufgeführt.

### Karlsruher SC, 1966 bis 1970
Der KSC hatte in der Saison 1965/66 mit dem Torverhältnis von 35:71 den 16. Rang belegt und knapp vor Borussia Neunkirchen den Klassenerhalt erreicht. Da die Badener mit den prominenten Neuzugängen Dragoslav Šekularac und dem Ex-Kölner Torjäger nach dem 11. Spieltag – den 29. Oktober 1966 – mit 6:16 Punkten auf dem letzten Tabellenplatz standen, wurde Trainer Werner Roth zum 1. November 1966 die Kündigung ausgesprochen und mit dem Franzosen Paul Frantz ein neuer Trainer verpflichtet. Das erste Zeichen der Besserung trat mit dem Heimremis am 12. November gegen den 1. FC Köln ein, als Christian Müller in der 87. Minute der Ausgleichstreffer glückte. Am Rundenende erreichte der KSC mit 31:37 Punkten den 13. Tabellenrang und hatte 54 Tore erzielt. Müller in 32 Einsätzen dazu 17 Tore beigesteuert. Horst Wild und Hans Cieslarczyk teilten sich mit jeweils sieben Toren den zweiten Rang in der internen KSC-Torschützenliste. Der 1. FC Köln landete im ersten Jahr ohne Müller auf dem siebten Rang und hatte 48 Tore erzielt. In seinem zweiten Karlsruher Jahr erlebte Müller mit den Badenern den Abstieg. Müller hatte in 30 Spielen nochmals acht Tore erzielen können. Insgesamt werden für den Stürmer von 1963 bis 1968 in der Fußball-Bundesliga 131 Spiele mit 71 Toren verzeichnet.
Der Ex-Kölner spielte für Karlsruhe noch zwei Runden in der Fußball-Regionalliga Süd. 1969 gewann er mit dem KSC die Meisterschaft, 1970 wurde er Vizemeister. In 61 Spielen schoss er 41 Tore und traf auch in den zwei Aufstiegsrunden in neun Spielen vier Mal in das gegnerische Netz, obwohl ihn eine Knieverletzung schon deutlich behinderte.

### Karriereende
Mit 32 Jahren kehrte er wieder in seine Kölner Heimat zurück, diesmal zum SC Viktoria. Trotz nochmaliger Operation konnte er für die Viktoria in der Runde 1970/71 nur noch zwei Spiele absolvieren und musste dann endgültig seine aktive Spielerlaufbahn beenden.
Danach ging er nach Rheidt bei Fliesteden, wo er als Sportlehrer im Schuldienst arbeitete und nebenbei noch vier Jahre als Trainer bei der SpVgg Oberaußem und dem Pulheimer SC. Danach machte sich der gelernte Kaufmann selbständig und übernahm eine größere Generalagentur einer Versicherungsgesellschaft.

## Nationalmannschaft
Christian Müller wurde von Sepp Herberger mehrmals in den Kader der deutschen Fußballnationalmannschaft berufen, kam jedoch hinter dem seinerzeit übermächtigen Uwe Seeler zu keinem Einsatz.
Am 19. März 1960 spielte er in Frankfurt für eine Auswahl von Westdeutschland gegen Süddeutschland. Die West-Auswahl gewann das Spiel mit den Stürmern Helmut Rahn, Jürgen Schütz, Christian Müller, Aki Schmidt und Albert Brülls mit 2:0 Toren.

## Erfolge
- Deutscher Meister: 1962, 1964
- Deutscher Vizemeister: 1960, 1963, 1965